# 保税区站 (大连市)
保税区站是大连地铁3号线的地铁站，位于中华人民共和国辽宁省大连市金州区辽河西路与东北七街交叉口西南侧，于2003年5月1日开通。车站为3号线小交路终点站，日常开行本站至大连站小交路列车。

## 车站结构

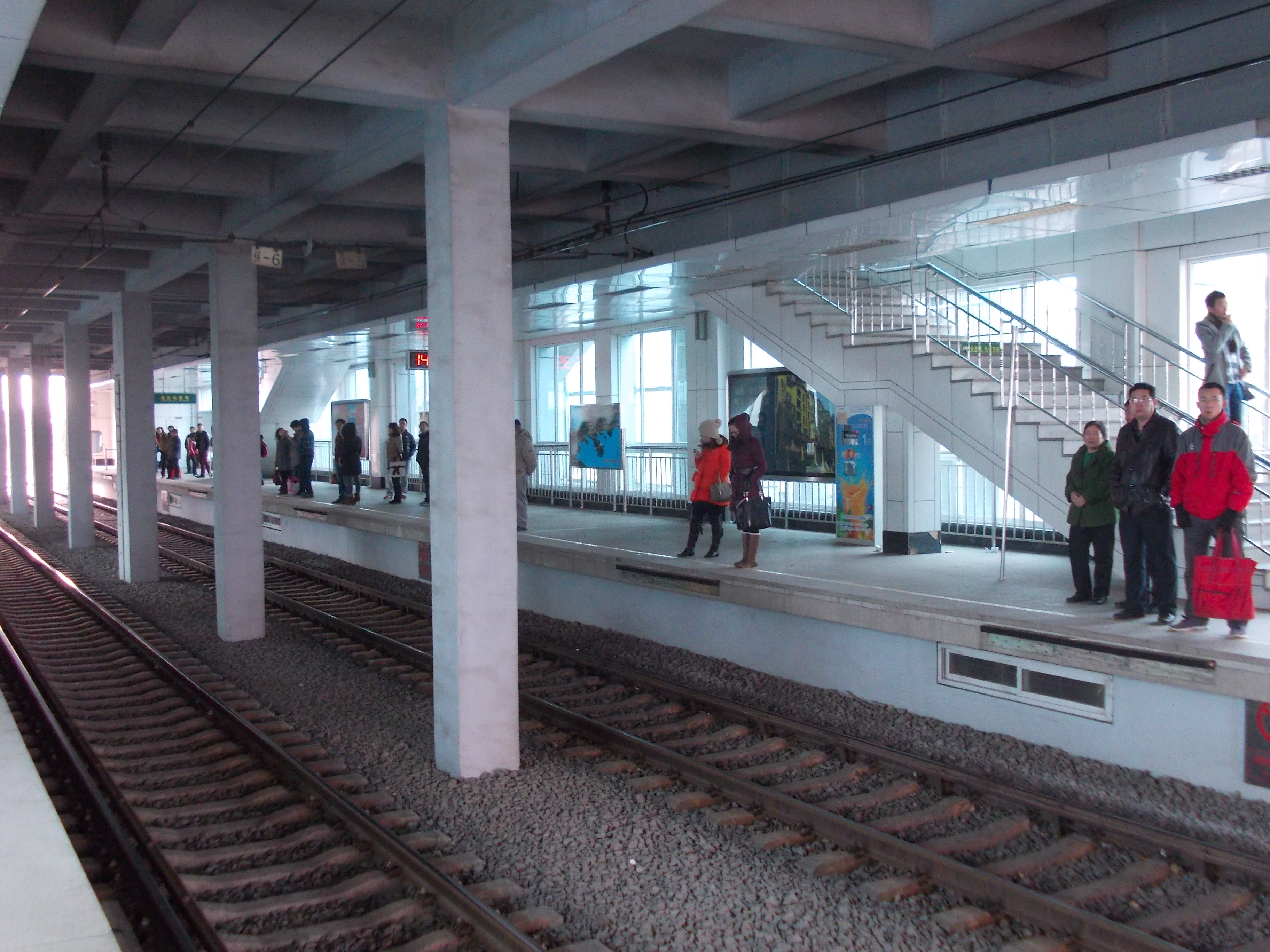
未加装站台门时的站台

保税区站平行于辽河西路东西设置，为地面侧式站台车站，站台位于地面，设置半高站台门，车站站厅位于地上二层，乘客进出站均需绕行二层站厅。车站东侧设有一条侧向存车线及一条单渡线，但以本站为终点的小交路列车均使用东行正线存车及折返，往金石滩方向的列车则使用存车线运行。
| 地上二层          | 站厅   | 客服中心、自动售票机、验票机 |
| 地面              | 站台   | \| 側式 · 開右邊车门 \| \| \| \| \| \| █ 3号线往大连站（开发区） \| \| \| \| █ 3号线往金石滩（双D港） \| \| 側式 · 開右邊车门 \| \| \| |
| 地面              | 出入口 | A、B出入口 |
| 側式 · 開右邊车门 |        | |
|                   |        | █ 3号线往大连站（开发区） |
|                   |        | █ 3号线往金石滩（双D港） |
| 側式 · 開右邊车门 |        | |

## 车站出口
保税区站共设2个出口，各出口及周围设施如下所示：
| 出口编号 | 照片 | 出口指示 | 建议前往的目的地             |
| -------- | ---- | -------- | ---------------------------- |
| A · 出口 |      | 辽河西路 | 环宇品阁，大连半导体技术学院 |
| B · 出口 |      | 海秀路   | 大连保税区辽河西路片区       |

## 接驳交通

### 公交车
- 保税区轻轨站：昌赫803路、昌赫803路大数据产业园、昌赫805路、昌赫806路、昌赫806路福泉北路工业园、昌赫806路加车、昌赫806路小林屯、昌赫807路、昌赫807路城子加车、昌赫811路、开发区7路、开发区15路、开发区821路

## 车站历史
- 2003年5月1日，车站随3号线一期通车开通[1]。
- 2014年7月1日，车站发生列车脱轨事故[2]。
- 2023年9月1日，车站站台半高站台门启用[3]。